# Heliaja
Heliaja ili Heliaea (grčki: Ήλιαία; dorski: Halia), ponekad navođen i kao helieja ili helijeja, bio je vrhovni sud Atene, a u klasičnom razdoblju i jedna od najvažnijih institucija atenske demokracije.
Suci su se zvali heliasti (grčki: Ήλιασταί) ili dikasti (grčki: δικασταί, ὀμωμοκότες = oni koji su se zakleli, tj. porotnici). Suđenje se zvalo Ήλιάζεσθαι (δικάζειν).

## Porotnici
Povjesničari se spore oko toga da li je Heliaju kao instituciju uveo Klisten ili Solon, ali se pretpostavlja kako je u početku bila tek prizivni sud, odnosno evoluirala od atenske Skupštine. Sud je ukupno imao 6.000 ljudi, a za njegove porotnike su mogli biti birani svi atenski građani iznad 30 godina starosti. Periklo je u okviru svojih demokratskih reformi prvi uveo instituciju plaćanja porotnika, najvjerojatnije u nastojanju da kompenzira korupciju koju bi moglo izazvati bogatstvo njegovog suparnika Kimona.
6.000 porotnika izvlačilo se lutrijom iz 10 atenskih plemena (svako pleme je davalo po 600 porotnika), a oni su se potom dijelili u posebna porotnička vijeća od po 600, 500 ili 501 člana.

## Nadležnost i postupak
Nadležnost Heliaje je ispočetka bila ograničena na suđenja arhontima ili drugim visokim činovnicima atenske države. Tek su Efijaltove radikalne reforme proširile nadležnost na gotovo sve građanske i kaznene sporove, s izuzetkom suđenja za ubojstvo ili palež. Heliaja je također donosila odluke u sporovima između građana Atene i drugih grčkih polisa.
Heliaja je zasjedala svaki dan, osim tri posljednja dana u mjesecu, kada je zasjedala eklezija. Raspravna vijeća nisu imala sjedište, nego su se sastajala na otvorenom.
Na čelu heliaje bio je hegemon čiji je zadatak bio pripremiti rasprave te kockom odrediti koje će ih raspravno vijeće (porota) voditi. Potom je dolazio pred porotu i iznosio je rezultate preliminarne istrage, odnosno o čemu porota treba odlučivati. Zatim je počinjala rasprava u kojoj su govorili tužitelj, tuženik i svjedoci. Dužina govora svakog od sudionika rasprave bila je točno određena ovisno o predmetu spora, a mjerila se istjecanjem vode. Nakon toga su članovi porote odluke donosili tajnim glasanjem.
Heliaja je u građanskim sporovima mogla izricati novčane kazne, dok je u kaznenim sporovima mogla izricati smrtnu kaznu, pritvor (za negrađane Atene), odnosno atimiju, zapljenu ili egzil za atenske građane.
Pred Heliajom je bilo suđeno znamenitim atenskim ličnostima, uključujući Perikla, te možda najznamenitiji sudski proces Starog vijeka, suđenje Sokratu.